# 韩云阶

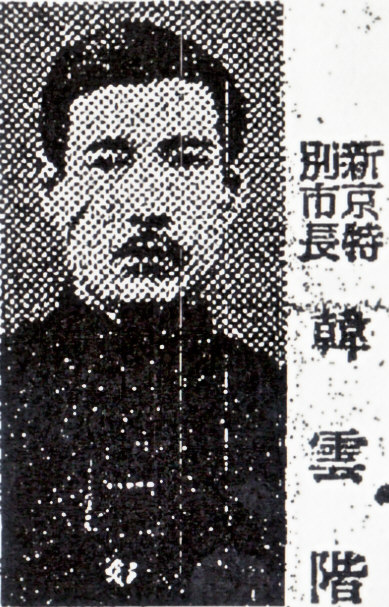
《东京朝日新闻》1937年5月8日晚报版

韓雲階（1894年10月—1982年），原名乐隆，字云阶，大连金州人。满洲镶黄旗，中华民国实业家，满洲国政治人物。

## 生平
韩云阶早年留学日本，毕业于名古屋高等商业学校。返国后从商，曾担任过山城裕华电气公司经理、东亚实业公司经理、亚细亚制粉公司总办等。1922年出任南北满特产联合大会总代，1924年前往苏联、欧洲等地进行考察。满洲国成立后，担任过黑龙江实业厅厅长、财政厅厅长，黑龙江省省长，新京特别市市长，财政部大臣，经济部大臣等职。1940年出任满洲电业株式会社理事长，1945年任战力监察使。抗日战争结束前夕逃往台湾，经日本短暂停留后前往美国，1982年在加利福尼亚州逝世。